# Oskar Loerke

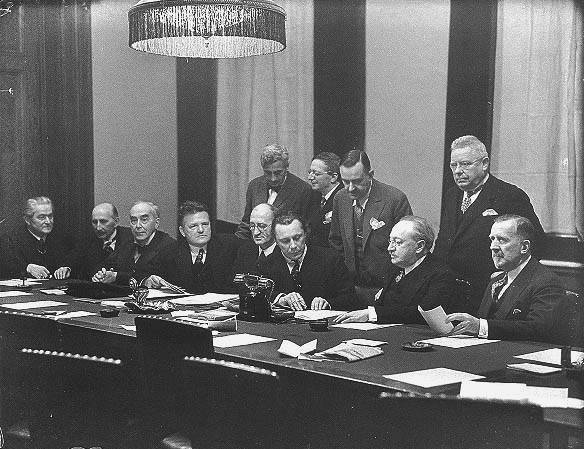
Loerke (Vierter von rechts, sitzend) – Preußische Akademie der Künste, 1929

Oskar Loerke (* 13. März 1884 in Jungen bei Schwetz (heute polnisch: Wiąg) in Westpreußen; † 24. Februar 1941 in Berlin) war ein deutscher Dichter des Expressionismus und des Magischen Realismus.

## Leben

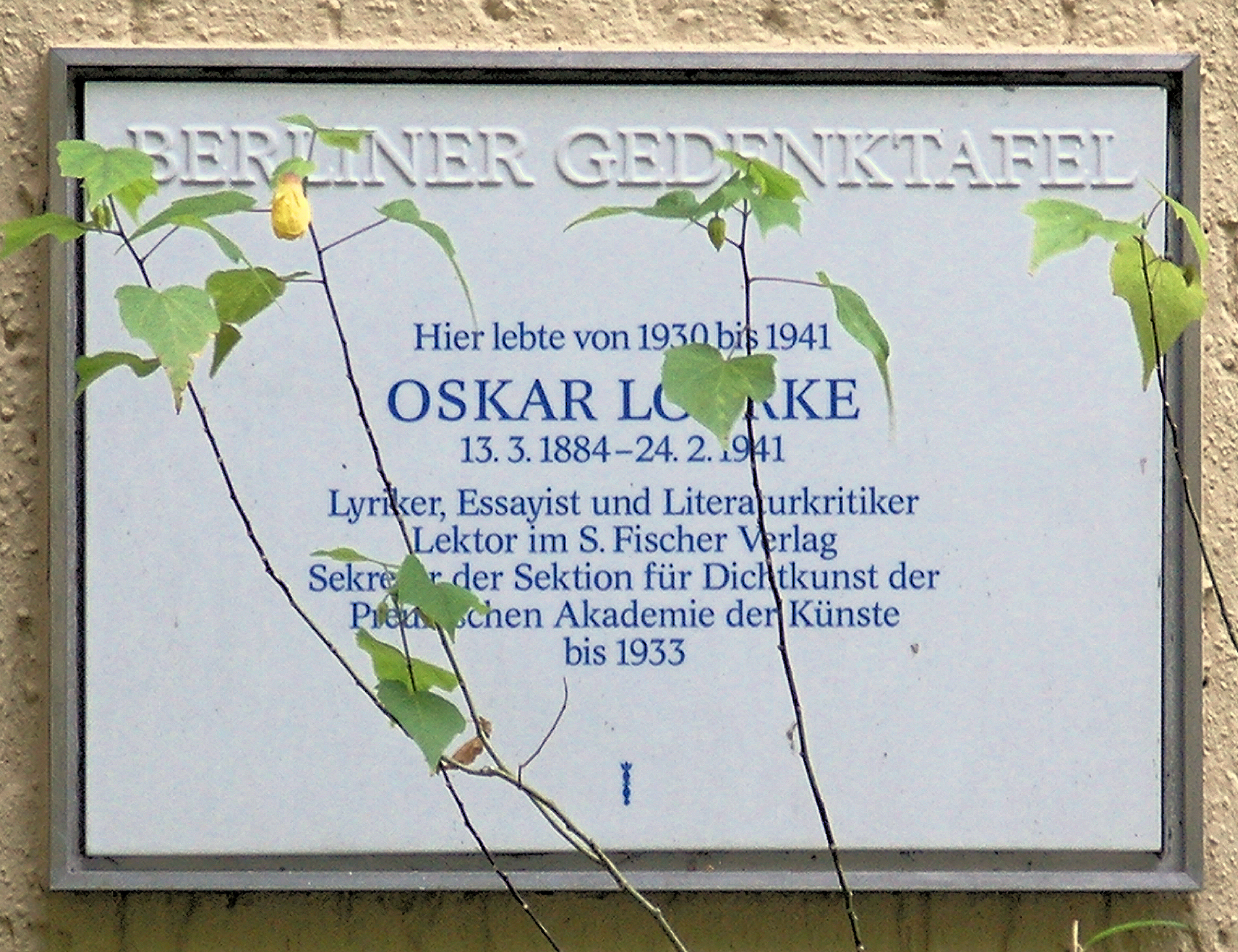
Berliner Gedenktafel am Haus Kreuzritterstraße 8, in Berlin-Frohnau

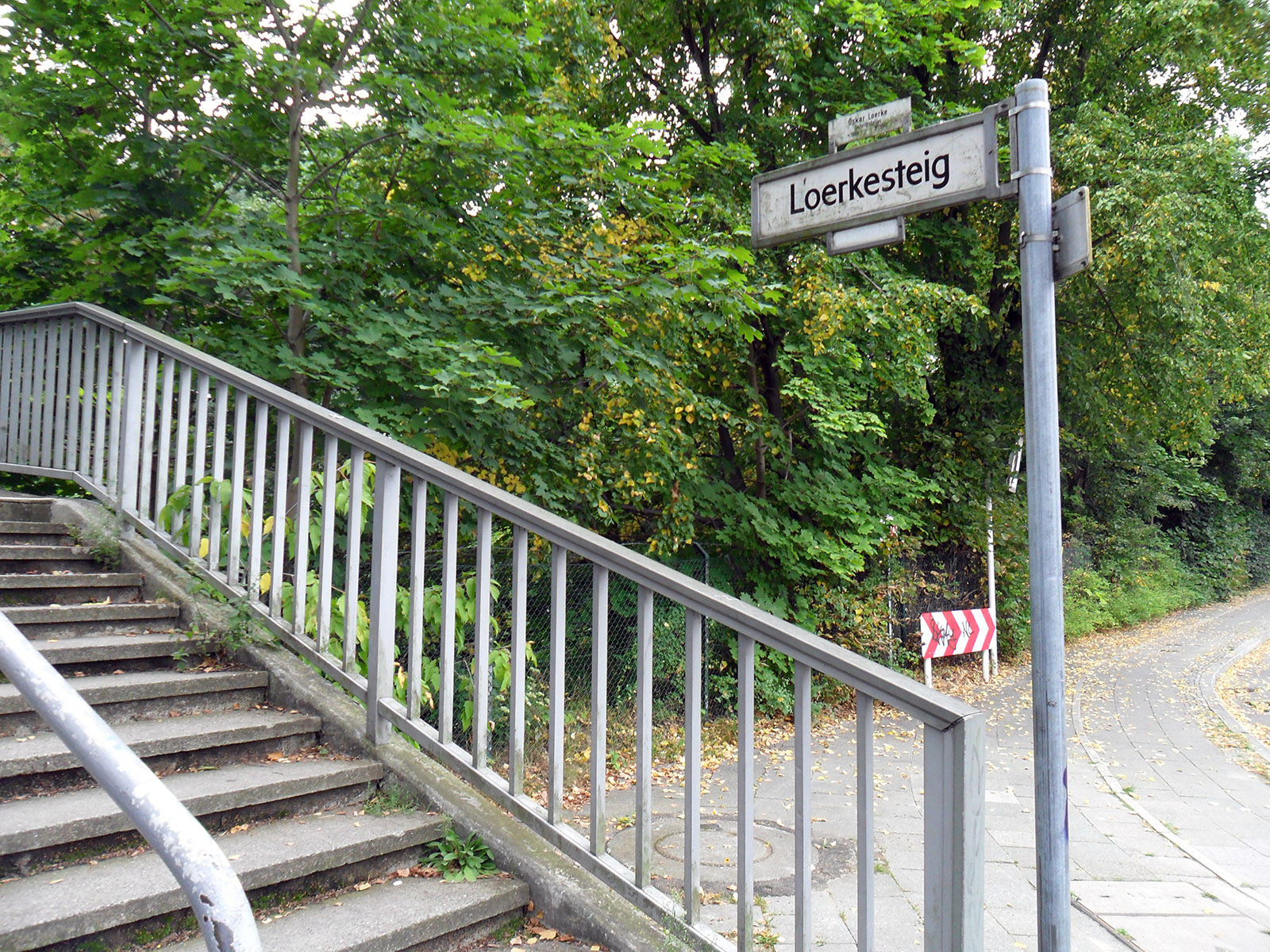
Fußgängerbrücke Loerkesteig in Berlin-Hermsdorf, benannt nach Oskar Loerke.

Oskar Loerke, 1884 in Jungen (Westpreußen) geboren, studierte ab 1903 in Berlin Geschichte, Germanistik, Philosophie und Musik. 1906 brach er das Studium ab, im gleichen Jahr lernte er seine spätere Lebensgefährtin Clara Westphal kennen. Zwischen 1908 und 1912 unternahm er lange Reisen in Deutschland und Frankreich. Seine Erlebnisse dokumentierte er in ausführlichen Reisetagebüchern. 1909 traf er erstmals Moritz Heimann, Lektor des S. Fischer Verlags.
Als Schriftsteller trat er zuerst mit der Erzählung Vineta (1907) hervor. 1911 erschien sein erster Gedichtband. Loerke wirkte mit seinen formstrengen, von intensiver Bildlichkeit, Musikalität und mythischen Zügen geprägten Gedichten wegbereitend für die Naturlyrik. Mit 29 Jahren erhielt er 1913 den Kleist-Preis (zusammen mit Hermann Essig). Das Preisgeld ermöglichte ihm weitere Reisen nach Italien und nach Algier.
1910 bis 1917 war Loerke Mitglied der Berliner „Donnerstags-Gesellschaft“, ein Sammelpunkt des künstlerisch-intellektuell fortschrittlichen Berlin, wo über Literatur, Musik und Malerei diskutiert wurde.
Seit 1917 war Loerke beim S. Fischer Verlag als Lektor tätig und lernte hier die Autoren des Verlags, insbesondere Thomas Mann, kennen. Nach dem Ersten Weltkrieg wurde er ein begeisterter Anhänger von Max Herrmann-Neiße und Walter Rheiner.
Zwischen 1920 und 1928 erschienen im Berliner Börsen-Courier zahlreiche Aufsätze und Rezensionen aus der Feder Loerkes. Zwischen 1929 und 1932 lieferte er auch Beiträge für die Literaturzeitschrift Die Kolonne, die der Naturlyrik gegenüber aufgeschlossen war.
Im Jahre 1926 wurde er Mitglied der Preußischen Akademie der Künste. 1928 erhielt er dort eine besoldete Stellung als Sekretär der „Sektion für Dichtkunst“.
1926 hielt er eine Vortragsreihe über Formprobleme der Lyrik. In den Jahren von 1931 bis 1937 veranstaltete er Leseabende in dem Berliner Verlag Rabenpresse.
Seine Liebe zur Musik fand ihren Niederschlag in zwei Schriften zu Johann Sebastian Bach und 1938 zu Anton Bruckner.
1933 wurde Loerke, der den Nationalsozialismus ablehnte, aus der Preußischen Akademie der Künste ausgeschlossen. Nachdem er jedoch im Oktober 1933 das Gelöbnis treuester Gefolgschaft unterschrieben hatte – nach dem Zeugnis seiner Freunde in der Absicht, seinen jüdischen Verleger Samuel Fischer zu schützen –, wurde er wieder Mitglied in der „gesäuberten“ Deutschen Akademie der Dichtung, einer Unterabteilung der Preußischen Akademie der Künste.
Loerke zog sich in sein Haus in Berlin-Frohnau zurück und blieb bis zu seinem Tod Cheflektor des S. Fischer Verlags, den er gegen immer neue Repressionen und Zensurmaßnahmen zu verteidigen versuchte. Seine in den 1930er Jahren erschienenen Gedichtbände Der Silberdistelwald (1934), Der Wald der Welt (1936) und Der Steinpfad (1938) begründeten seinen Ruf als Dichter der „Inneren Emigration“ und Vertreter der so genannten „naturmagischen Schule“.
Wenige Monate vor seinem Tod verfasste er, von Karl Korn darum gebeten, für den im Herbst 1940 verstorbenen schlesischen Dichter und Nationalsozialisten Hermann Stehr, mit dem er einst befreundet gewesen war, einen Nachruf, der unter anderem in der Wochenzeitung Das Reich veröffentlicht wurde, was später zu Irritationen führte, da man Loerke irrtümlich für einen der Autoren dieses vom Propagandaministerium kontrollierten Blattes hielt.

## Tod und Grabstätte

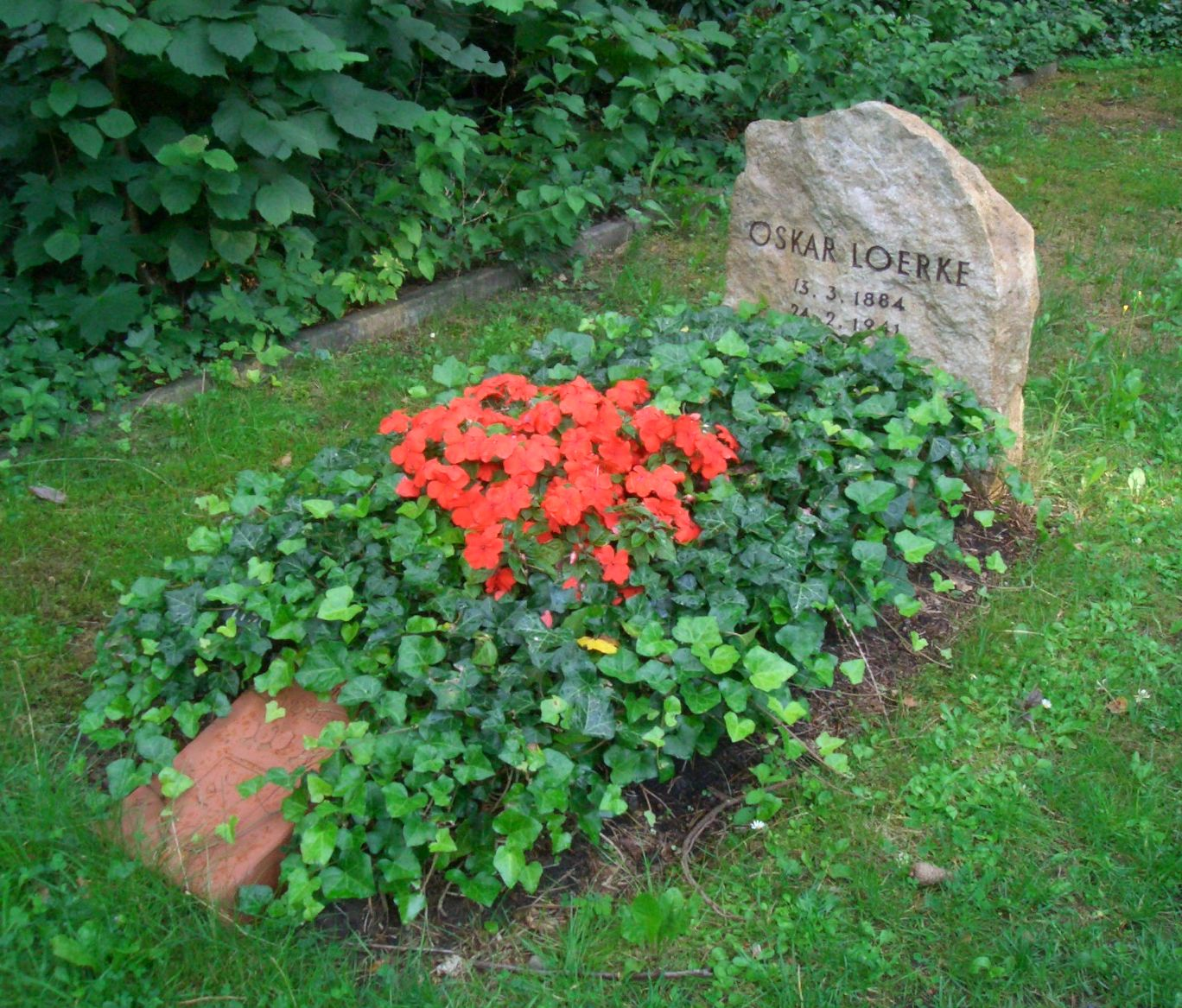
Ehrengrab von Oskar Loerke auf dem Friedhof Frohnau

Oskar Loerke starb im Februar 1941 im Alter von 56 Jahren in Berlin-Frohnau. Seine sterblichen Überreste wurden auf dem Friedhof Frohnau beigesetzt (Grablage: IX-3-1). Auf Beschluss des Berliner Senats ist die Grabstätte von Oskar Loerke seit 1978 als Ehrengrab des Landes Berlin gewidmet. Diese Widmung wurde 1999 um die übliche Frist von zwanzig Jahren verlängert.
Am 6. Juli 2021 kündigte der Berliner Senat in einer Pressemitteilung an, den Ehrengrabstatus, der seit 2019 in der Schwebe war, auslaufen lassen zu wollen, da „ein fortlebendes Andenken in der allgemeinen Öffentlichkeit nicht mehr erkennbar“ sei. Daraufhin erhoben sich sofort Proteste, die auch von den Kulturredaktionen verschiedener Medien aufgegriffen wurden. Der Rat der Bürgermeister der Stadt schlug daraufhin vor, die Widmung der letzten Ruhestätte von Oskar Loerke als Berliner Ehrengrab doch um weitere zwanzig Jahre zu verlängern. Der Berliner Senat folgte dieser Empfehlung mit einem Beschluss vom 3. August 2021.

## Werke (Auswahl)
Leseausgabe
- Gedichte und Prosa. Herausgegeben von Peter Suhrkamp. Band 1 Die Gedichte, Band 2 Die Schriften. Suhrkamp, Frankfurt am Main 1958.
- Poesiealbum 202. Gedicht-Auswahl, Verlag Neues Leben Berlin 1984.

### Gedichte
Loerke betrachtete seine zu Lebzeiten im S. Fischer Verlag veröffentlichten Gedichtbücher als siebenfältige Einheit, geplant als „Siebenbuch“. Die zwischen 1911 und 1936 erschienenen Einzelbände gliedern sich ihrerseits wiederum in Zyklen.
- 1911 Wanderschaft (darin: Blauer Abend in Berlin)
- 1916 Gedichte (1929 in zweiter Auflage unter dem Titel Pansmusik)
- 1921 Die heimliche Stadt
- 1926 Der längste Tag
- 1930 Atem der Erde. Sieben Gedichtkreise – projekt-gutenberg.org
- 1934 Der Silberdistelwald
- 1936 Der Wald der Welt

Ausgewählte Gedichte bzw. Gedichte aus dem Nachlass
- 1938 Magische Verse. Ausgewählt und eingeleitet von Peter Suhrkamp
- 1939 Kärntner Sommer. Als Manuskript in wenigen Exemplaren gedruckt von Victor Otto Stomps
- 1941 Der Steinpfad. Erschien zuerst 1938 als Manuskript in wenigen Exemplaren, gedruckt von Victor Otto Stomps
- 1949 Die Abschiedshand. Letzte Gedichte. Mit einem Nachwort von Hermann Kasack. Suhrkamp Verlag vormals S. Fischer (mit den Zyklen Der Steinpfad, Kärntner Sommer, 1939, Der Gast von Altheide, 1940 und Widmungsgedichten zu besonderen Anlässen)

Gesamtausgabe der Gedichte
- Oskar Loerke. Sämtliche Gedichte. Herausgegeben von Uwe Pörksen und Wolfgang Menzel. Mit einem Essay von Lutz Seiler. Wallstein Verlag, Göttingen 2010, ISBN 978-3-8353-0411-6.

### Romane und Erzählungen
- 1907 Vineta. Erzählung (Digitalisat, Neuauflage 2018, ISBN 978-3-7437-2739-7)
- 1909 Franz Pfinz. Erzählung (Neuauflage 2022, ISBN 978-3-7437-3906-2)
- 1910 Der Turmbau. Roman (Digitalisat)
- 1919 Das Goldbergwerk. Novelle
- 1919 Chimärenreiter. Novellen
- 1919 Der Prinz und der Tiger. Erzählung (Neuauflage 2022, ISBN 978-3-7437-4272-7)
- 1921 Der Oger. Roman

### Tagebücher und Aufzeichnungen
- Tagebücher 1903–1939. Herausgegeben von Hermann Kasack. Verlag Lambert Schneider, Heidelberg/Darmstadt 1955, Deutsche Akademie für Sprache und Dichtung Darmstadt, fünfte Veröffentlichung
- Reisetagebücher. Eingeleitet und bearbeitet von Heinrich Ringleb. Verlag Lambert Schneider, Heidelberg/Darmstadt 1960, Deutsche Akademie für Sprache und Dichtung Darmstadt, zweiundzwanzigste Veröffentlichung. Inhalt:
  - Harzreise 1908.
  - Riesengebirgsreise 1909.
  - Reise nach Nordafrika und Italien 1914.
    - Algerische Reise
    - Italienreise
- Was sich nicht ändert. Gedanken und Bemerkungen zu Literatur und Leben, herausgegeben von Reinhard Tgahrt. Cotta, Marbach am Neckar 1996, ISBN 3-7681-9806-5.

### Literarische Aufsätze, Essays und Rezensionen
- 1922 Wandlungen eines Gedankens über die Musik und ihren Gegenstand. (Bach Aufsatz 1)
- 1925 Zeitgenossen aus vielen Zeiten
- 1928 Formprobleme der Lyrik
- 1935 Das unsichtbare Reich. (Bach Aufsatz 2)
- 1933 Die arme Öffentlichkeit des Dichters
- 1935 Das alte Wagnis des Gedichtes (1961: Insel-Bücherei 733)
- 1938 Anton Bruckner. Ein Charakterbild  (Neuauflage 2018, ISBN 978-3-7437-2735-9)
- 1939 Hausfreunde. Charakterbilder
- 1950 Hermann Kasack (Hrsg.): Johann Sebastian Bach zwei Aufsätze. Suhrkamp Verlag, Berlin 1950. (Neuauflage mit einem Geleitwort von Hermann Kasack und den Aufsätzen zu Bach von 1922 und 1935)

Sammlungen
- Reden und kleinere Aufsätze von Oskar Loerke. Herausgegeben von Hermann Kasack. Verlag der Akademie der Wissenschaften in Mainz, Wiesbaden 1956.
- Der Bücherkarren: Besprechungen im Berliner Börsen-Courier 1920–1928. Unter Mitarbeit von Reinhard Tgahrt herausgegeben von Hermann Kasack. Verlag Lambert Schneider, Heidelberg 1965; teilweise online lesen bei google-books
- Reinhard Tgahrt (Hrsg.): Literarische Aufsätze aus der Neuen Rundschau. Verlag Lambert Schneider, Heidelberg / Darmstadt 1967.

### Herausgeberschaft
- Moritz Heimann: Nachgelassene Schriften. (Zugleich fünfter Band der Prosaischen Schriften) Mit einem Nachwort des Herausgebers Oskar Loerke. S. Fischer, Berlin 1926
- Jahrbuch der Sektion für Dichtkunst 1929. Vorwort und Einleitungen von Oskar Loerke. S. Fischer Verlag, Berlin 1929, Veröffentlichung der Preußischen Akademie der Künste. Die vier Hauptstücke enthalten die Vorträge der neu gewählten Mitglieder, Abhandlungen zu Politik und Dichtung unter dem Gesichtspunkt der Wiedereinführung der Zensur durch den Preußischen Landtag, die Reden zu Lessings 200. Geburtstag und fünf Universitätsvorträge aus dem Wintersemester 1928/29, darunter Loerkes Vortrag Formprobleme der Lyrik.
- Deutscher Geist. Ein Lesebuch aus zwei Jahrhunderten. Herausgegeben von Oskar Loerke und Peter Suhrkamp. Mit einer Einleitung von Oskar Loerke. Zwei Bände. S. Fischer Verlag, Berlin 1940. Die Herausgeber erklärten auf dem Klappentext, ihre Absicht sei es, ein geschlossenes Denkmal dessen zu geben, was deutscher Geist sei, monumental und sichtbar für die übrige Welt, zur Erinnerung, Anregung und Stärkung für die gegenwärtigen Deutschen. 1953 erschien eine erweiterte Auflage, ISBN 978-3-518-02623-6 mit zusätzlichen Texten von Heinrich Heine, Karl Marx, Sigmund Freud, Ricarda Huch, Hugo von Hofmannsthal, Hermann Hesse, Gerhart Hauptmann und Thomas Mann, die zur Zeit des Dritten Reiches zu einem Verbot des Kompendiums geführt hätten.

### Briefwechsel
- Gerhart und Margarete Hauptmann / Oskar Loerke : Briefwechsel. Hrsg. von Peter Sprengel in Verbindung mit Studierenden der Freien Universität Berlin. Aisthesis-Verlag, Bielefeld 2006, ISBN 3-89528-552-8.
- Jochen Meyer: »Ich gehe mit Kremserweiß schlafen und stehe mit Zinnoberrot auf!« Emil Orliks »Kamelbriefe« an Oskar Loerke 1913–1932. Wallstein, Göttingen 2013, ISBN 978-3-8353-1360-6.

## Zitate
„Loerke gehört zu den wichtigsten deutschsprachigen Lyrikern der auf Rilke, Hofmannsthal und George folgenden Epoche zwischen 1920 und 1945.“

### Sammelbände
- Referate und Aufsätze zu Gedichten, Motiven und zur Forschungslage sind gesammelt in:
  - Reinhard Tgahrt (Hrsg.): Oskar Loerke. Marbacher Kolloquium 1984. Hase & Koehler, Mainz 1986, ISBN 3-7758-1133-8.
  - Reinhard Tgahrt (Hrsg.): Zeitgenosse vieler Zeiten. Zweites Marbacher Loerke-Kolloquium 1987. Hase & Koehler, Mainz 1989, ISBN 3-7758-1183-4.